# Jocelyn Bell
Dame Susan Jocelyn Bell Burnell nascuda a Belfast com Susan Jocelyn Bell, el 15 de juliol de 1943, és una astrofísica nord-irlandesa que, com a estudiant de postgrau, va descobrir la primera radiosenyal d'un púlsar el 1967. La detecció d'aquestes ones de ràdio va ajudar a contrastar la teoria de l'evolució estel·lar. Actualment, és una de les científiques més influents del Regne Unit, ha rebut nombrosos guardons i se li va atribuir el fet de haver aconseguit "un dels èxits científics més significatius del segle XX". El descobriment del púlsar, va ser reconegut per la concessió del Premi Nobel de Física de 1974, però malgrat que ella va ser la primera a observar els púlsars, Bell no va ser una de les destinatàries del premi..
L'article que anunciava el descobriment dels púlsars tenia cinc autors. El supervisor de tesi de Bell, Antony Hewish que figurava primer, Bell segona. Hewish va ser qui va rebre el Premi Nobel, juntament amb l'astrònom Martin Ryle. Molts astrònoms prominents van criticar l'omissió de Bell, inclòs Sir Fred Hoyle. El 1977, Bell va treure importància a aquesta controvèrsia, dient: "Crec que degradaria els Premis Nobel si s'atorguen a estudiants de recerca, excepte en casos molt excepcionals, i no crec que aquest sigui un”. La Reial Acadèmia de les Ciències de Suècia, en el comunicat de premsa que anunciava el Premi Nobel de Física de 1974, va citar Ryle i Hewish pel seu treball pioner en radioastrofísica, fent menció especial al treball de Ryle per l'ús de la tècnica de síntesi d'obertura, i el paper decisiu de Hewish en el descobriment de púlsars.
Bell Burnell va exercir com a presidenta de la Reial Societat Astronòmica del 2002 al 2004, i com a presidenta de l'Institut de Física des d'octubre del 2008 fins a octubre del 2010, i com a presidenta interina de l'institut, després de la mort del seu successor, Marshall Stoneham, a principis del 2011
El 2018, va rebre el Premi Especial d'Avanç en Física Fonamental; després de l'anunci del premi, va decidir donar el total del premi de 2,3 milions de lliures, per ajudar les dones, les minories i els estudiants refugiats que busquen convertir-se en investigadors de Física.

## Primers anys
Jocelynell Burnell va néixer a Irlanda del Nord, on el seu pare, que va ser arquitecte del planetari Armagh, disposava d'una gran biblioteca i va animar la seva filla a llegir. Ella va interessar-se especialment pels llibres d'astronomia.
Quan tenia onze anys va suspendre l'examen 11+, i els seus pares varen enviar-la a un internat de York (Anglaterra), un col·legi quàquer per a noies, on la va impressionar profundament un mestre de física que, anys més tard, ella recordava que va dir-li:
| « | No has d'aprendre muntanyes i muntanyes de dades; només aprèn unes quantes coses clau, i... llavors podràs aplicar-les i construir i desenvolupar-hi a sobre... Fou un gran mestre, i em mostrà com, en realitat, la física era senzilla. | » |

## La universitat

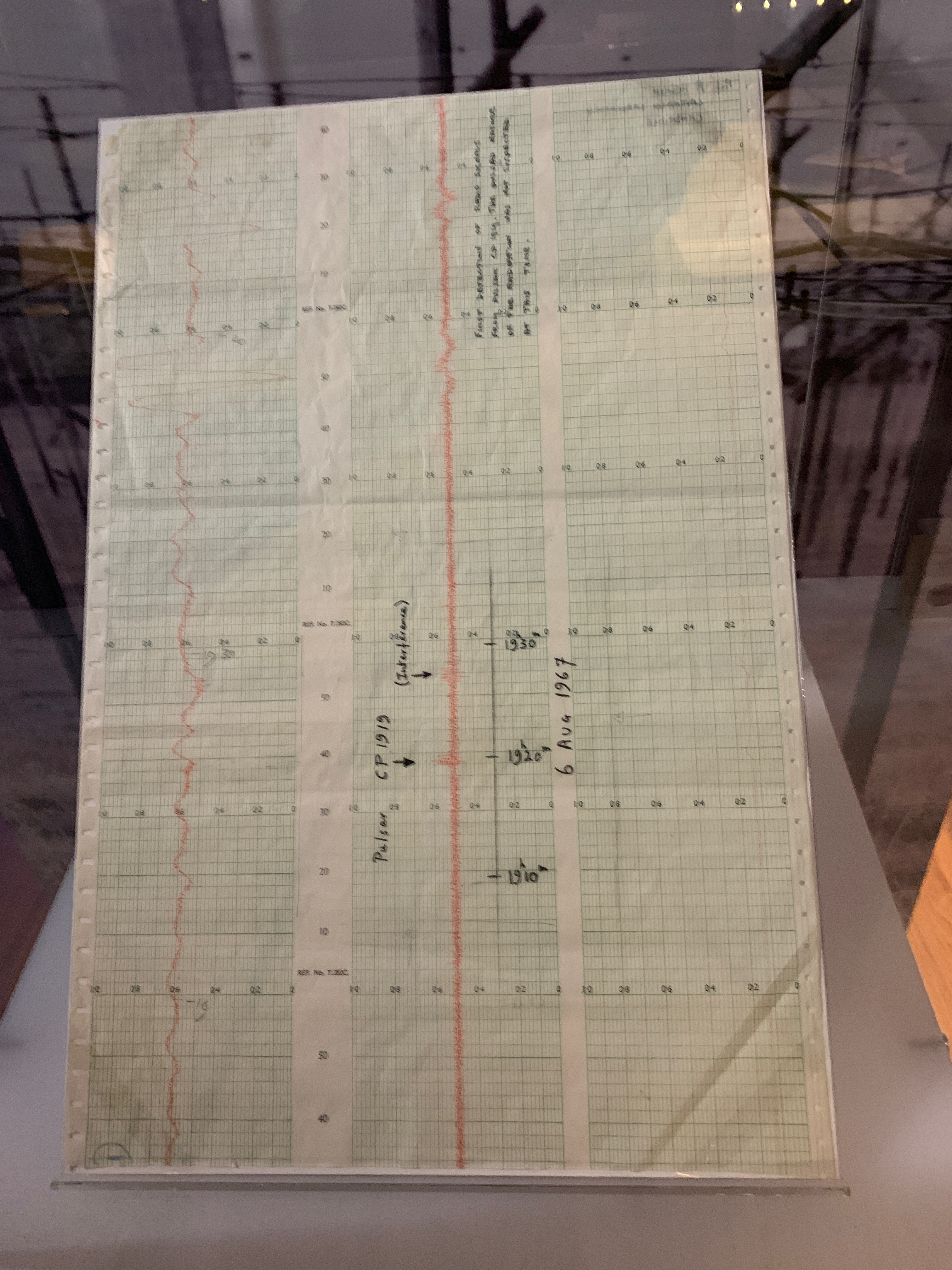

Més endavant, Burnell va estudiar a les universitats de Glasgow, on va graduar-se en Física, i de Cambridge, on va fer el doctorat.
A la Universitat de Cambridge va treballar amb Hewish i altres persones en la construcció d'un radiotelescopi gegant per emprar els centelleigs interplanetaris en l'estudi dels quàsars, que havien estat descoberts feia poc (els centelleigs interplanetaris permeten distingir les fonts compactes de les distants). El juliol de 1967 va començar a analitzar les dades que proporcionava el nou aparell i aviat va detectar, a les gràfiques, una anomalia que s'anava repetint; es tractava d'un pols regular, aproximadament un per segon. Provisionalment va anomenar-lo LGM1 (Little Green Man 1: petit home verd 1). Ni ella ni el seu cap no hi trobaven al principi cap explicació, però es feia evident que eren radiacions emeses per algun objecte que girava com les estrelles. Abans de Nadal va descobrir que el mateix fenomen es donava en un altre punt del cel i, en els registres que algú altre havia fet mentre ella era de vacances també s'havien detectat dues anomalies més en altres punts del cel. Hewish, Bell i tres altres membres del grup de recerca van escriure un article en què descrivien el descobriment i suggerien que els radiosenyals podien estar relacionats amb estrelles de neutrons de ràpida rotació o amb estrelles nanes blanques. L'article es va publicar el febrer de 1968 a la revista Nature. El nom de púlsar, per anomenar aquests objectes celestes, el va encunyar un periodista científic ajuntant dues paraules que els definien: pulsating star (estrella polsant).
Després d'acabar el doctorat, Jocelyn Bell treballà a la Universitat de Southampton, la University College de Londres i el Royal Observatory d'Edimburg, abans de convertir-se en professora de física a l'Open University durant deu anys, i després professora visitant de la Universitat de Princeton. Abans de jubilar-se, Bell Burnell fou degana de ciències de la Universitat de Bath entre els anys 2001 i 2004, i presidenta de la Royal Astronomical Society entre el 2002 i el 2004. Actualment és professora visitant de la Universitat d'Oxford.

## Guardons
Tot i que quan, el 1974, es va concedir el Premi Nobel de Física a Antony Hewish per aquesta descoberta, ella en va quedar exclosa, sí que ha estat guardonada per moltes altres organitzacions. Va obtenir la medalla Michelson de l'Institut Franklin (1973, juntament amb Hewish). El 1978 li fou lliurat el premi J. Robert Oppenheimer Memorial del Centre d'Estudis Teòrics de Miami. També ha rebut el premi Beatrice M. Tinsley de la Societat Astronòmica Americana (1987), el Magellanic Premium de la Societat Filosòfica Americana, el Jansky Lectureship de l'Observatori Radioastronòmic Nacional, la medalla Herschel de la Royal Astronomical Society (1989), el premi Breakthrough de física fonamental, dotat amb tres milions de dòlars (2018)., la Medalla d'Or del CSIC, a proposta de la comissió Mujeres y Ciencia d'aquesta institució, i la Medalla Copley de la Royal Society (2021), que és el premi de ciència més antic del món. El 2017 fou investida doctora Honoris Causa per la Universitat de València. Ha rebut altres títols honorífics, com el de comandanta de l'Orde de l'Imperi britànic, així com membre de la Royal Society.
La seva exclusió del premi Nobel de física de 1974 va causar una gran controvèrsia entre els seus col·legues, encara que, segons ha manifestat en una entrevista, no ho lamenta i creu que la seva vida ha estat millor sense aquest guardó.

## Altres activitats
És presidenta d'honor de la Burnell House, de l'Escola de Gramàtica Cambridge, a Ballymena, Irlanda del Nord; ha romàs en actiu com a quàquera i és consellera de l'Institut Faraday per a la ciència i la religió.